# Jan Beuving (1855-1925)
Jan Beuving (Borger, 25 mei 1855 - Assen, 21 mei 1925) was een Nederlandse burgemeester.

## Leven en werk
Beuving was een zoon van de timmerman Lammert Beuving en Aaltje Kuiper. Toen zijn voorganger als burgemeester van Borger, Andries Olthoff, in 1912 vrij plotseling overleed was Beuving, als oudste wethouder, plaatsvervangend burgemeester. Beuving was een gepensioneerd houthandelaar. Hij woonde in Buinerveen. Hij werd door de toenmalige Commissaris van de Koningin, Johannes Linthorst Homan, als eerste op de voordracht geplaatst om Olthoff op te volgen. Beuving zou tot zijn overlijden in 1925 het burgemeestersambt in Borger vervullen.
Beuving trouwde op 20 augustus 1879 te Borger met de boerendochter Hendrikje Timmermans.